# Lega d'Azione Meridionale
AT6 - Lega d'Azione Meridionale è un partito politico italiano, fondato nel 1992 dal suo leader Giancarlo Cito.
Il nome contiene la sigla dell'emittente televisiva Antenna Taranto 6, di proprietà dello stesso Cito.

## Storia

### Esordio
Alle consultazioni del 1992 presenta il proprio simbolo in alcune circoscrizioni del centro-sud alla Camera e al Senato, senza però ottenere eletti, con un globale 0,15%.

### Elezioni comunali a Taranto del 1993
Il maggior successo è del 1993, quando il leader Giancarlo Cito diventa sindaco di Taranto, ottenendo il 32% dei voti al primo turno e il 53% al ballottaggio. Fondamentale nella vittoria fu l'utilizzo dell'emittente televisiva AT6 come strumento di campagna elettorale, dalla quale il leader del movimento si lasciò andare anche a insulti contro lo sfidante candidato Gaetano Minervini.

### Elezioni politiche del 1994
Alle elezioni politiche del 1994 Pietro Cerullo conquista un seggio nel collegio uninominale Taranto-Italia-Montegranaro.

### Vicende giudiziarie
Il movimento, nel 1995, viene travolto dalle prime inchieste a carico del leader Giancarlo Cito, allora sindaco di Taranto in carica, che il 16 dicembre è rinviato a giudizio per concorso esterno in associazione mafiosa. Cito si dimette e si candida deputato nel collegio uninominale Taranto-Italia-Montegranaro, risultando eletto. Nel 1997 Cito viene condannato in primo grado a quattro anni di carcere, pena confermata dalla Corte di Cassazione alla fine del 2002.
Contemporaneamente, nel novembre 1997, Mimmo De Cosmo, collaboratore di Cito e suo successore alla carica di sindaco di Taranto dopo le elezioni comunali del 1996, è arrestato per concussione nell'ambito dell'inchiesta tangenti del caso Cervelli, nella quale è coinvolto lo stesso Cito. De Cosmo ottiene il rito abbreviato e viene condannato in via definitiva a tre anni e quattro mesi di reclusione nel 2004, mentre Cito subisce la condanna definitiva nell'aprile 2011 a cinque anni e sei mesi di carcere, pena non scontata in parte grazie alla legge indulto del 2006 e in parte mediante l'affidamento ai servizi sociali.
Ancora, entrambi gli esponenti vengono coinvolti nell'inchiesta della mancata autorizzazione d'utilizzo al Taranto dello Stadio Erasmo Iacovone del 1996: Cito viene condannato in primo grado nel 2006, in secondo grado nel 2010 e in Cassazione nel 2012 a due anni di reclusione per abuso d'ufficio, violenza privata, tentata concussione e falso ideologico, mentre De Cosmo vede la conclusione del solo processo di primo grado, sopravvenendo la sua morte nel giugno 2007.
Giancarlo Cito viene inoltre rinviato a giudizio e condannato in via definitiva nel 2012 a quattro anni di reclusione per un altro caso di tangenti dalla Dirav, ditta interessata al progetto del porticciolo turistico di San Vito, risalente ai tempi del suo mandato elettorale di sindaco.
In un'ulteriore inchiesta per corruzione e falso ideologico, invece, Cito viene assolto prima dalla Corte d'Appello di Taranto, poi dalla Corte di cassazione nel gennaio 2014.

### L'opposizione alla Lega Nord
Il movimento si schiera in posizioni contrarie alla svolta secessionista della Lega Nord, in quanto ritenuta lesiva degli interessi dell'Italia meridionale. Emblematici sono in tal senso la Marcia su Mantova, la manifestazione promossa a Chioggia il 15 settembre 1996, mentre la Lega Nord manifestava a Venezia e la candidatura di Cito a sindaco di Milano nel 1997.

### Elezioni europee del 1994 e del 1999
Nel 1994 il movimento si presenta alle elezioni europee con la Lista Cito, raccogliendo lo 0,7% dei consensi e sfiorando l'elezione di un parlamentare.
Cinque anni dopo, la lista Cito sigla un accordo con Forza Nuova, ma raccoglie solo 93.000 voti, pari allo 0,3%.

### Elezioni comunali a Taranto del 2000
In occasione delle elezioni comunali di Taranto del 2000, il movimento appoggia la candidatura a sindaco di Mario Cito, figlio di Giancarlo, che si piazza terzo con il 7,9%, mancando il ballottaggio ed eleggendo due consiglieri.

### Elezioni regionali in Puglia del 2000
In occasione delle elezioni regionali in Puglia del 2000, il movimento appoggia Giancarlo Cito a presidente della Regione Puglia, ottenendo l'1,32% dei consensi.

### Elezioni politiche del 2001 e del 2008
Alle elezioni politiche del 2001, essendosi presentata unicamente in Puglia, la lista riceve 23.000 suffragi nella quota proporzionale.
Cito, ripresentatosi nel suo collegio uninominale, non viene rieletto.
Per le elezioni politiche del 2008, la Lega d'Azione Meridionale stringe una collaborazione con il Movimento per l'Autonomia di Raffaele Lombardo.

### Elezioni comunali a Taranto del 2007 e del 2012
In occasione delle elezioni comunali di Taranto del 2007, il movimento torna ad essere il primo partito in città con il 15,4% dei consensi.
Alle successive elezioni comunali del 2012, il candidato sindaco è Mario Cito, sostenuto da La Destra, Fiamma Tricolore e tre liste civiche. Egli ottiene il 18,93% e al ballottaggio arriva a sfidare il candidato del centrosinistra, nonché sindaco uscente, Ippazio Stefano, che viene però rieletto.

### Elezioni provinciali di Taranto del 2009
Nel 2009 il movimento presenta la sua lista alle elezioni provinciali, schierandosi nella coalizione, composta da UDC, Io Sud, Lista Tarantino, Partito Pensionati e Destra Sociale, che sostiene il candidato presidente Giuseppe Tarantino, che ottiene il terzo posto dietro alle due che appoggiano il candidato del centrodestra Domenico Rana e il presidente uscente di centrosinistra Gianni Florido.

### Elezioni regionali in Puglia del 2015
Nel 2014 il movimento confluisce nel gruppo consiliare di Taranto di Forza Italia e stringe una collaborazione con lo stesso partito per le elezioni regionali pugliesi del 31 maggio 2015.

### Elezioni comunali a Taranto del 2017
In occasione delle elezioni comunali di Taranto del 2017, il movimento appoggia la candidatura a sindaco di Mario Cito che si piazza terzo con il 12,4%, mancando il ballottaggio ed elegge un solo consigliere oltre allo stesso Cito.

### Elezioni politiche del 2018
Per le elezioni politiche del 2018 viene siglato con un accordo con Italia agli Italiani, lista formata da Forza Nuova, Movimento Sociale Fiamma Tricolore e Fasci Italiani del Lavoro, senza ottenere alcun seggio.

### Elezioni comunali a Taranto del 2022 e 2025
In occasione delle elezioni comunali di Taranto del 2022, il movimento si unisce alla coalizione di centrodestra che appoggia la candidatura a sindaco di Walter Musillo. AT6 ottiene soltanto l'1,09% delle preferenze segnando così il peggior risultato elettorale alle elezioni amministrative da quando è in vita il movimento e per la prima volta non viene eletto nessun consigliere comunale.
Alle comunali anticipate del 2025 si candida a sindaco Mario Cito ma la percentuale scende ulteriormente allo 0,96%, decretando un ulteriore record negativo.

## Risultati elettorali
| Elezione                                                     | Elezione                                                     | Voti                    | %    | Seggi   |
| ------------------------------------------------------------ | ------------------------------------------------------------ | ----------------------- | ---- | ------- |
| Politiche 1992                                               | Camera                                                       | 53.759                  | 0,14 | 0 / 630 |
| Politiche 1992                                               | Senato                                                       | 49.769                  | 0,15 | 0 / 315 |
| Politiche 1994                                               | Camera proporzionale                                         | 59.873                  | 0,15 | 0 / 155 |
| Politiche 1994                                               | Camera maggioritario                                         | 46.820                  | 0,1  | 1 / 475 |
| Politiche 1994                                               | Senato                                                       | 54.395                  | 0,16 | 0 / 315 |
| Europee 1994                                                 | Europee 1994                                                 | 224.033                 | 0,68 | 0 / 87  |
| Politiche 1996                                               | Camera proporzionale                                         | 72.062                  | 0,19 | 0 / 155 |
| Politiche 1996                                               | Camera maggioritario                                         | 82.373                  | 0,22 | 1 / 475 |
| Politiche 1996                                               | Senato                                                       | 66.750                  | 0,20 | 0 / 315 |
| Europee 1999 (come "Lista Cito - Lega d'Azione Meridionale") | Europee 1999 (come "Lista Cito - Lega d'Azione Meridionale") | 94.181                  | 0,30 | 0 / 87  |
| Politiche 2001                                               | Camera proporzionale                                         | 23.779                  | 0,06 | 0 / 155 |
| Politiche 2001                                               | Camera maggioritario                                         | 19.366                  | 0,05 | 0 / 475 |
| Politiche 2001                                               | Senato                                                       | 19.914                  | 0,06 | 0 / 315 |
| Politiche 2008                                               | Camera                                                       | Nell'MpA                | -    | 0 / 630 |
| Politiche 2008                                               | Senato                                                       | Nell'MpA                | -    | 0 / 315 |
| Politiche 2018                                               | Camera                                                       | In Italia agli Italiani | -    | 0 / 630 |
| Politiche 2018                                               | Senato                                                       | In Italia agli Italiani | -    | 0 / 315 |